# Андрей (Андрейкуц)
Митрополит Андрей (рум. Mitropolit Andrei, в миру Йоан Андрейкуц, рум. Ioan Andreicuț; 24 января 1949, Ораца-де-Сус, жудец Марамуреш, Румыния) — епископ Румынской православной церкви, архиепископ Вадский и митрополит Клужский, Марамурешский и Сэлажский.

## Биография
В 1967 году поступил на факультета строительства железных дорог в Бухарестском техническом университете, который окончил в 1972 году и был направлен инженером-железнодорожником в Клуж-Напоку. В 1976 году поступил на Богословский институт в Сибиу; поскольку он уже имел лиценциат, это позволило перезачесть ряд экзаменов и окончить богословский институт летом 1978 года со степенью лиценциата по богословию.
В августе 1978 года архиепископом Клужским Феофилом (Хериняну) был рукоположен в сан пресвитера и назначен священником в город Турда жудеца Клуж, где он обустроил храм, ранее организованную в доме, придав ей форму и внешний вид настоящей церкви. Он инициировал систематическую программу катехезации для молодёжи и взрослых, а также многочисленный действия социального характера. Более молодых людей, с которым он тогда общался стали священниками или монахами.
По требованию Секуритате, подписал соглашение о сотрудничестве. В 1985 году поступил в докторантуру Бухарестского православного богословского института (сегодня факультет православной теологии Бухарестского университета), что ранее ему не удавалось из-за препятствий со стороны коммунистических властей, как свидетельствуют некоторые преподаватели.
В 1985 году по просьбе епископа Алба-Юлского Емилиана (Бирдаша) был переведён в приход квартала Майерь в Алба-Юлии, где осуществлял такую же обширную пастырскую деятельность. 15 ноября 1987 года основал детский хор «Теотокос».
25 февраля 1990 года был хиротонисан во епископа Мурешского, викария Алба-Юльской епархии. 4 марта того же года был назначен местоблюстителем Алба-Юльской кафедры, а 3 апреля того же года был избран на неё правящим архиереем. 16 июля 1998 года в связи с возведением Алба-Юльской епархии в ранг архиепископии становится архиепископом.
В сане архиерея, он основал издательство «Reîntregirea» и типографию, учредил фонд и духовную семинарию в Алба-Юлии, богословский факультет (для которого он построил современное здание) и православную радиостанцию «Radio Reîntregirea». Один из первых православных епископов в стране, заложивших основу для проекта социальной деятельности церкви на епархиальном уровне.
В 1996—2008 годах был деканом факультета православной теологии Университета им. 1 декабря 1918 года в Алба-Юлии.
После смерти митрополита Антония (Плэмэдялэ) он был выдвинут на должность митрополита Трансильвании. Однако выборах, состоявшихся 3 ноября 2005 года, после второго тура выборов предпочтение было епископу Карансебешскому Лаврентию (Стрезе).
18 марта 2011 года на заседании Священного Синода Румынской Православной Церкви был избран архиепископом Вадским, митрополитом Клужским, Албийским, Крисанским и Марамурешским: на тайном голосовании он получил 29 из 46 голосов. Его интронизация состоялась 25 марта того же года.
25 марта 2017 года принял участие в «Марше за жизнь», заявив, что Румыния не рухнет демографически, «если бы у всех молодых семей было хотя бы три ребенка: один для отца, один для матери и один для страны и церкви».